# Impromptus (Schubert)

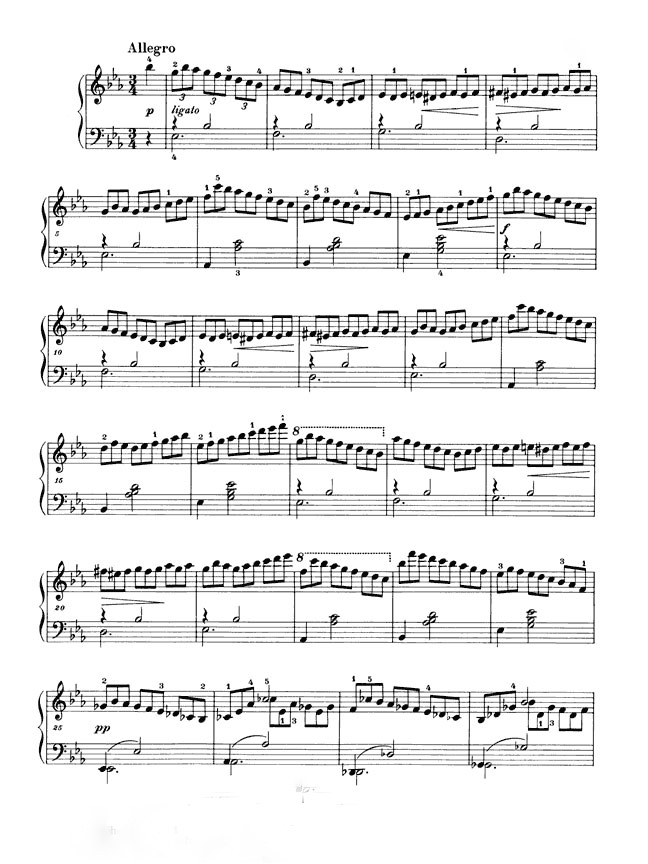
Primera pàgina de l'Impromptu per a piano en mi bemoll major D 899 núm. 2 de Franz Schubert.

Els vuit Impromptus per a piano de Franz Schubert van ser compostos el 1827. Després de la publicació el desembre de 1827 dels dos primers de l'opus 90 (els dos últims no seran publicats fins al 1857), Schubert compondrà tres noves peces amb el mateix esperit, però sense títol. Seran batejats per Brahms en el moment de la seva primera edició el 1868: Drei Klavierstücke (Tres peces per a piano, D. 946).
Hom pot raonablement lligar la composició dels Impromptus a les vacances que Schubert va passar amb el seu amic Jenger, el setembre de 1827, a Graz. Van ser acollits per Karl i Marie Pachler, un gran melòman i una excel·lent pianista. A Marie, Beethoven li havia dit, el 1817: «No he trobat mai ningú que executi les meves composicions tan bé com vostè».

## Antecedents i detalls
Les obres per a piano a dues i quatre mans de Schubert es poden dividir en quatre seccions, que es troben una al costat de l'altra en igualtat de condicions: sonates i fantasies, cicles de peces per a piano i peces de saló. L'últim grup associat amb les Schubertíades i esdeveniments d'entreteniment similars inclou les danses (com els Ländler, Vals, Ecossaise i Minuet) i les marxes.
Jan Václav Voříšek, que va estudiar durant algun temps amb Johann Nepomuk Hummel i a qui Beethoven el va elogiar, va aplicar el terme "impromptu", que s'utilitza per a paràfrasis operístiques, a les seves peces líriques per a piano. Una col·lecció de sis dels seus Impromptus va ser publicada a Viena el 1822 i probablement també va influir en Schubert.
Els dos primers Impromptus es troben entre les poques obres per a piano publicades en vida de Schubert, juntament amb la "Wanderer Fantasy" i els "Moments Musicaux". Les quatre peces de la segona col·lecció, a la qual el mateix compositor va donar el títol d'Impromptu, van ser numerades originalment del 5 al 8 i, per tant, van ser concebudes com una continuació del primer volum. Quan l'editor va publicar les altres sis peces deu anys després de la seva mort, va canviar els valors de la signatura horària i de les notes als llocs i va eliminar dos signes de repetició.
La popularitat de les peces, que aviat van aparèixer en nombroses col·leccions i es van convertir en una part integral de la creació musical burgesa, es va interposar en el camí de la reputació de Schubert com a compositor de sonates per a piano, en les quals va tractar les obres per a piano de Ludwig van Beethoven.

## Sobre la músic
Primera col·lecció
Els quatre Impromptus, D. 899 (Op. 90) consisteixen en
- No 1 en do menor
- No 2 en mi bemoll major
- No 3 en sol bemoll major
- No 4 en la bemoll major

Op. 90 número 1
La primera peça en do menor (Allegro molto moderato, 4/4) recorda una balada amb el seu tema semblant a una cançó popular i un ritme puntejat com una marxa. Després d'un temps d'octava fortissimo, Schubert el presenta inicialment pianissimo sense acompanyament i el complementa amb acords a mesura que es repeteix. En el curs més dinàmicament variable, varia contínuament l'acompanyament escurçant els seus valors de nota (triplets del compàs 41, setzes del compàs 125). Schubert utilitza l'ambivalència harmònica del tema de dues parts entre el do menor de la primera secció (compàs 2 - 8) i el mi bemoll major de la segona secció (compàs 9 - 16) per a modulacions extenses en altres tonalitats. Així, al compàs 41 porta el tema al submediant La bemoll major, mentre que l'esquerra toca un acompanyament de triplets o deixa que soni al baix (a partir del compàs 60). S'aconsegueix un clímax líric al compàs 74, on sona un nou tema sobre un acompanyament de triplets d'acords, l'efecte del qual s'intensifica amb la imitació en l'interval de setè i, després de desenvolupaments dramàtics, es repeteix en sol major a partir del compàs 152. Després de les condensacions a la part mitjana, hi ha una calma, ja que els valors de les notes s'allarguen i la terminació en do major s'introdueix a través de semicircoles i triplets.
Op. 90 número 2

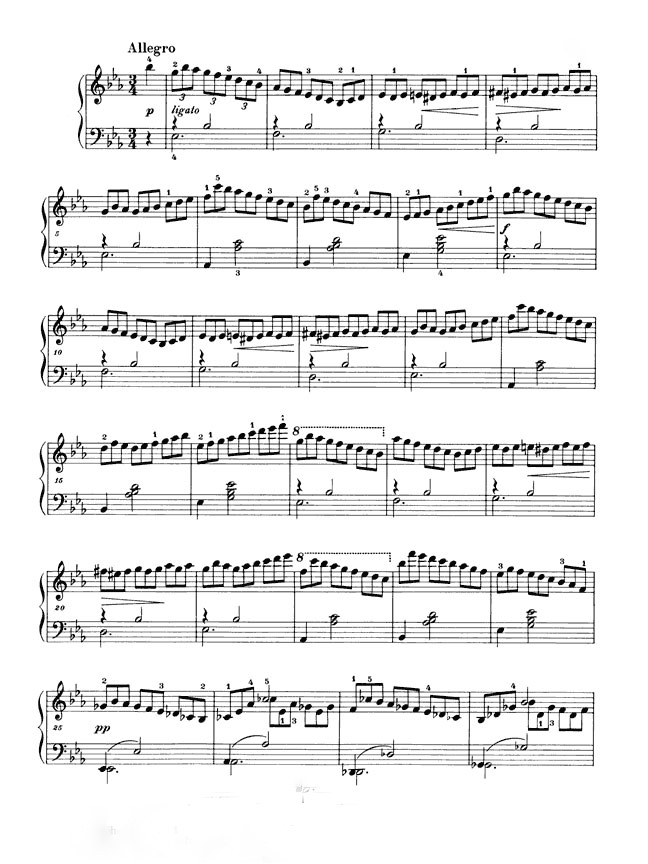
Impromptu a Es-Dur op. 90 2

Amb els seus tres bessons ràpids, el segon Impromptu en mi bemoll major (Allegro, 3/4) s'ha convertit en una peça especialment popular de l'ensenyament de la literatura. Les marques d'interpretació Allegro, piano i legato indiquen que el caràcter d'estudi que sovint es dona a la peça és inadequat. La secció mitjana accentuada i dinàmica (ben marcato) també sembla anticipar el caràcter d'algunes de les peces de Robert Schumann en el seu ritme. Schubert reprèn el tema sorprenent a la coda, que sorprenentment acaba amb un acord fort en mi bemoll menor, que condueix a la tercera peça en el tercer sol bemoll major relacionat.
Op. 90 número 3
El tercer Impromptu (Andante, 4/2 alla breve) en sol bemoll major és una cançó tranquil·la que recorda un nocturn, l'atractiu pianístic del qual rau a tocar la melodia i l'acompanyament juntament amb la mà dreta. Si el cinquè dit s'apodera dels tons de la melodia, els altres creen l'acompanyament arpegiat com a arpa, que subratlla la cantilena amb nous girs harmònics. Schubert va ser persuadit per Haslinger per transposar la peça a sol major. L'editorial, preocupat per les vendes, considerava que la tecla B original era massa complicada i volia facilitar-ne el toc.
Op. 90 número 4
El quart Impromptu (Allegretto, 3/4) segueix amb la seva llargada i dramatúrgia a la primera peça. Està en la bemoll major i sorprèn amb el to de la bemoll menor en la primera cascada d'arpegis, cadascun s'estén al llarg de dos compassos. A partir del compàs 47 s'estableix una melodia en la bemoll major, tocada per l'esquerra, que s'acompanya de les cascades de la dreta, que s'han escurçat a un compàs. La secció mitjana ampliada en do sostingut menor es caracteritza per les suspensions cromàtiques i el patètic augment del tema. Va acompanyat d'acords de ple dret i eleva la peça a una esfera romàntica gairebé tardana.

## Segona col·lecció
Els quatre Impromptus, D. 935 (Op. posth. 142) consisteixen en
No 1 en fa menor
No 2 en la bemoll major
No 3 en si major
No 4 en fa menor
Op. post. 142 núm. 1
La connexió reconeguda per Robert Schumann entre les improvisacions individuals d'una sonata per a piano subjacent és particularment notable en la primera, extremadament complexa peça per a piano en fa menor (Allegro moderato, 4/4), l'estructura de la qual es basa remotament en la forma sonata. i el seu inici recorda una improvisació. Amb el patètic acord inicial i el moviment rítmicament puntejat cap avall que segueix al fortepiano, el primer tema configura el caràcter seriós de tota l'obra. El segon tema cançoner en la bemoll major, que comença al compàs 44, reprèn motius del grup de transició amb les seves tríades repetides, que s'estén fins a la cascada d'octaves dels compassos 39-42. Després que la melodia hagi pujat al rang de la soprano, també la pren la mà esquerra, que la porta sola a la tercera repetició i ara la toca figurativament la dreta.
La part de desenvolupament que comença al compàs 69 comença després del característic canvi major-menor en la bemoll menor i és un dels aspectes més destacats de la música per a piano de Schubert: mentre que la mà dreta crea una catifa sonora a través d'arpegis de setzenes tocats contínuament, l'esquerra fa un "diàleg" melancòlic, que consta de "preguntes" de tres a cinc tons en el registre agut i respostes en el baix i continua fins al compàs 114. Al començament de la recapitulació, el primer tema torna a ser en fa menor, mentre que el grup de transició llarga porta ara el segon (compàs 159) a Fa major, transició que també es pot trobar a la secció de desenvolupament repetida a partir del compàs 182.
Op. post 142 núm. 2
La segona peça (allegretto, 3⁄4) en la major, la popularitat de la qual es deu a la seva relativa facilitat de reproducció i al tema enganxós de la cançó, forma un contrast íntim. Schubert repeteix el tema de vuit compassos aixecat una octava i varia la progressió harmònica insinuant breument la tonalitat paral·lela de fa menor sobre l'acord de setè. A la segona part, les octaves dobles formen un contrast dinàmic que s'estén al fortissimo i condueix harmònicament al sol menor. La cadena contínua de tres bemols en re bemoll major del trio sorprèn amb la seva melodia oculta, que també contribueix a la popularitat de la peça.
Op. posth. 142 núm. 3
Amb el penúltim Impromptu en si major, Schubert va compondre una de les seves sèries de variacions més famoses. Com a tema va escollir la melodia (modificada) de la seva música d'interacció per a l'obra romàntica Rosamunde, que ja havia utilitzat per al segon moviment del seu Quartet de corda núm. 13. El dirigeix a través de cinc variacions que es mouen entre l'alegria, el pathos i el virtuosisme amb les seves escales, acords trencats i octaves. La tercera variació en si menor arriba a àrees d'expressió apassionades amb els seus acords complets que l'acompanyen que repeteixen un segon motiu urgent.
Op. post 142 núm. 4
L'Impromptu final (Allegro scherzando, 3/8) en fa menor és la peça més llarga de la col·lecció pel que fa a la gamma de compassos (525) i així arriba a la durada d'un final de sonata. Amb les seves tirades i accents, deixa una impressió extremadament commovedora i, amb la seva coda molt llarga, els augments agògics (più presto) i el descens salvatge que conclou la peça, recorda el final del Preludi en re menor op Frédéric Chopin.
Qüestions de forma

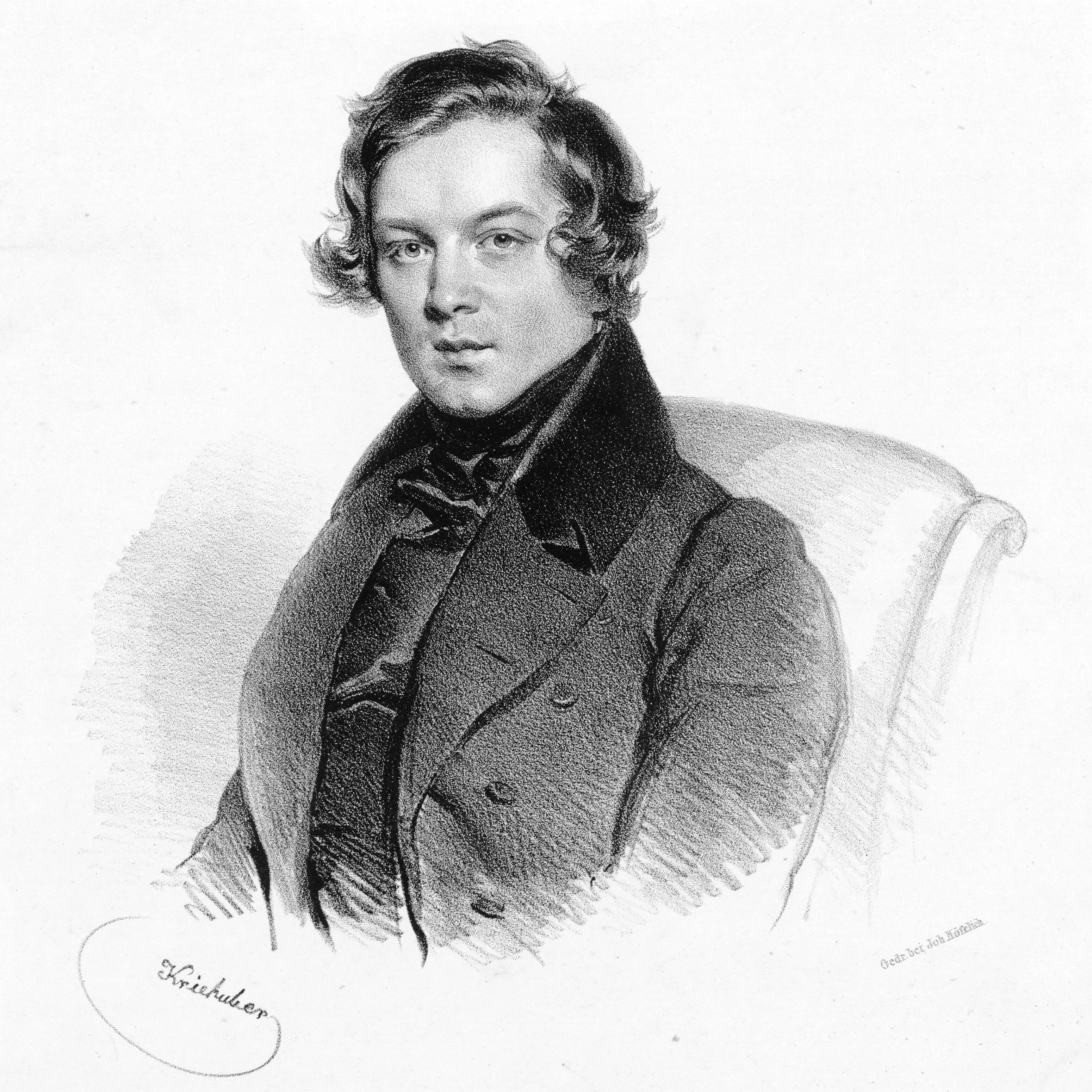
Robert Schumann (1839)

Schubert va compondre l'Impromptus després que ja s'havia ocupat de la sonata per a piano. Així que es connecten a aquesta forma, però només hi estan connectats superficialment pel que fa a la seva cohesió i estructura. Mentre que el primer i tercer Impromptu de l'Op. 90 així com la peça principal de la segona col·lecció recorden la forma d'obertura sense desenvolupament utilitzat en els moviments lents, les peces restants sovint segueixen formes de dansa.
No és fàcil resumir-los i els Moments musicals sota un terme genèric. Com les fantasies, sovint es mesuren amb el concepte tradicional de la sonata per a piano i es destaquen diferències, superposicions i similituds. Tot i que els Moments musicals es poden veure com a bagatelles o formes petites, això no és fàcil per als Impromptus més extensos.
Robert Schumann ja va veure una connexió entre les peces de la segona col·lecció (D 935) i va escriure en una ressenya per a la "Neue Zeitschrift für Musik" l'any 1838 que l'improvisat en fa menor era "tan òbviament el primer moviment d'una sonata... que no poden sorgir dubtes", mentre avaluava la tercera peça de variació en si major com un cos estrany. La segona peça extremadament popular en la bemoll major, que són interpretades per molts estudiants de piano per la seva relativa simplicitat i el seu tema enganxós, va ser per a ell la "2a peça". Moviment de la mateixa sonata, en clau i caràcter segueix de prop la primera." Els amics de Schubert necessiten saber "on van els moviments finals" i si ha completat la sonata. Finalment, l'últim improvisat "pot ser vist com un final, però encara que la clau està a favor d'ell, la naturalesa fugaç de tot el sistema gairebé parla en contra".
Alfred Einstein va recolzar aquesta visió i creia que Schubert havia publicat els moviments de la sonata com a peces individuals per raons financeres. Després que l'any 1868 es publiquessin les "Tres peces per a piano D 946" (Allegro assai, Allegretto i Allegro) i els fragments D 916B/C només el 1978, la proximitat de l'Impromptus a la sonata també es pot demostrar pel que fa a la història de el gènere. Mentre que el llenguatge tonal de les dues primeres peces recorda el dels Moments musicals, la tercera peça fa referència als fragments pel que fa a la tècnica compositiva i el pla clau. Les troballes del paper suggereixen que Schubert va escriure els esborranys dels dos primers Impromptus (D 899 i D 935) i les peces inacabades l'estiu de 1827. L'abril d'aquest any es va publicar la Sonata en sol major D 894 com una sèrie de quatre peces per a piano (Fantasia, Andante, Menuetto i Allegretto) i no com una obra coherent.